# Antoine Soudée
Antoine Soudée, né le 14 février 1839 à Dreux et mort le 21 septembre 1909 à Joinville-le-Pont, est un architecte français.

## Biographie

### Origines
Antoine Soudée naît le 14 février 1839 vers 1 heure, à Dreux (département d’Eure-et-Loir) au domicile de ses parents sis rue Porte-Chartraine. Il est le fils de Pierre François Soudée, notaire, et de Marie Antoinette Aimée Gatelet, alors respectivement âgés de 31 et 19 ans.

### Études et carrière
Il entre aux Beaux-Arts de Paris dans la section d’architecture et y remporte une médaille de 1re classe. Il est par la suite attaché au service d’architecture de la Ville de Paris pendant 36 ans et exerce les fonctions d’architecte en chef pendant 14 ans.
Il participe à l'Exposition universelle de 1878, catégorie Dessins et modèles d'architecture, où il présente ses plans de la caserne de pompiers, rue Philippe-de-Girard et d'une école, rue de la Butte-Chaumont, pour lesquels il est récompensé d'une mention honorable.

### Décès
Domicilié, rue Christine n°2, il décède le 21 septembre 1909, vers 6 h 30, à l’âge de 70 ans, à Joinville-le-Pont, au domicile de ses enfants sis 30 rue du Canal (actuellement, rue Henri-Barbusse).